# Kerry Noonan
Kerry Noonan (ur. 25 stycznia 1960) – amerykańska aktorka, występująca głównie w telewizji. Wystąpiła w roli Pauli w szóstej części Piątku trzynastego.
Obecnie wykłada na uczelni University of California, Los Angeles. Mieszka wraz ze swoim mężem i córką.